# Mary LaRoche
Pour les articles homonymes, voir La Roche.

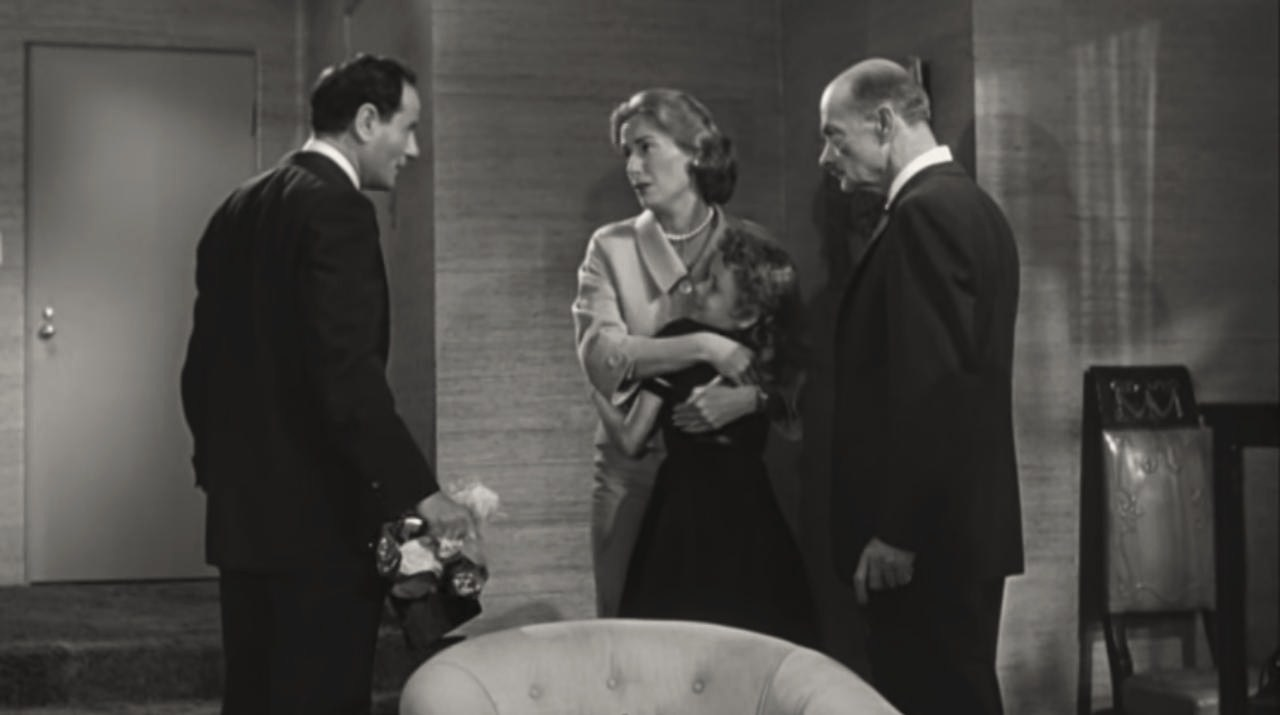
De g. à d. : Eli Wallach, Mary LaRoche, Cheryl Callaway et Robert Keith, dans The Lineup (1958)

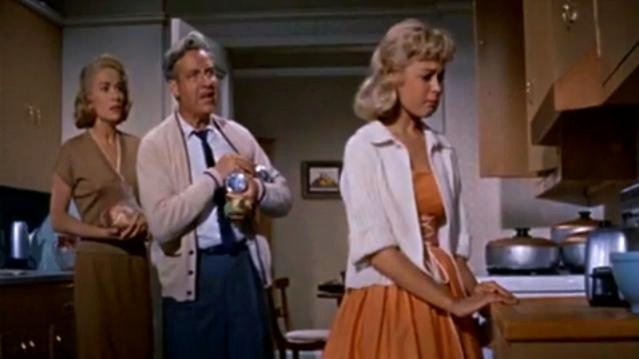
De g. à d. : Mary LaRoche, Arthur O'Connell et Sandra Dee, dans Gidget (1959)

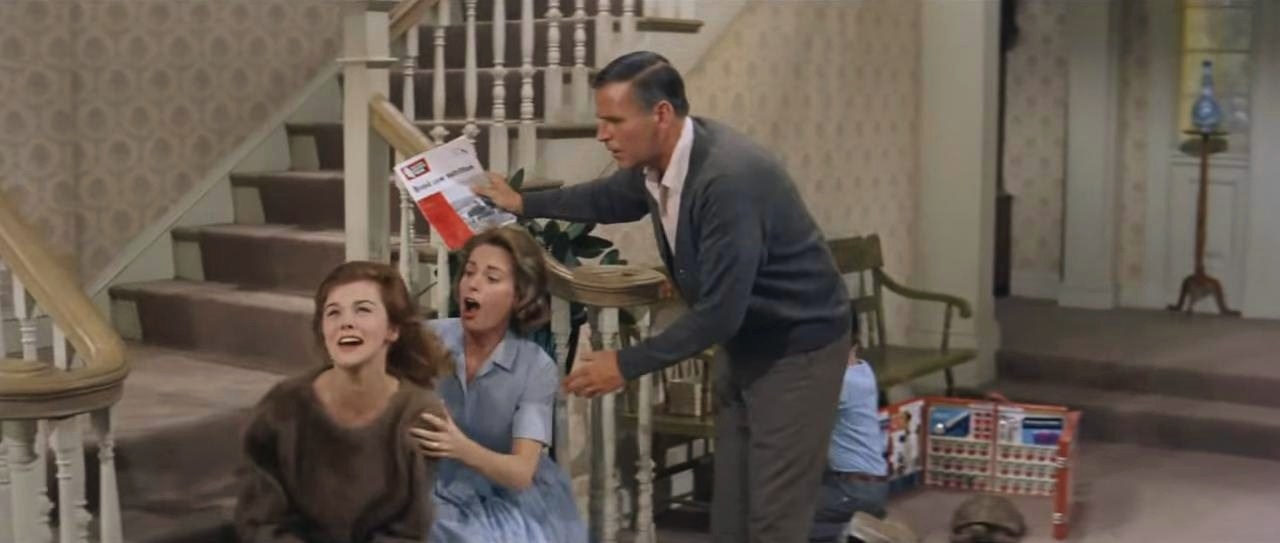
De g. à d. : Ann-Margret, Mary LaRoche et Paul Lynde, dans Bye Bye Birdie (1963)

Mary LaRoche (parfois créditée Mary La Roche) est une actrice et chanteuse américaine, née le 20 juillet 1920 à New York (État de New York), morte le 9 février 1999 à Rochester (État de New York).

## Biographie
Comme chanteuse, elle se produit à Broadway (New York) entre 1938 et 1945, dans deux comédies musicales, l'opérette La Veuve joyeuse de Franz Lehár (1942) et une revue.
Au cinéma, elle contribue à seulement huit films américains, le premier sorti en 1950. Ultérieurement, citons L'Odyssée du sous-marin Nerka de Robert Wise (1958, avec Clark Gable et Burt Lancaster), Gidget de Paul Wendkos (1959, avec Sandra Dee et James Darren), Le Tombeur de ces dames de Jerry Lewis (1961, avec le réalisateur et Helen Traubel) et Bye Bye Birdie de George Sidney (son avant-dernier film, 1963, avec Janet Leigh et Dick Van Dyke).
Son dernier film est The Swinger du même George Sidney (avec Ann-Margret et Anthony Franciosa), sorti en 1966.
À la télévision, Mary LaRoche apparaît dans trente-sept séries entre 1951 et 1977, dont Perry Mason (cinq épisodes, 1958-1963), La Quatrième Dimension (deux épisodes, 1960-1963) et Les Rues de San Francisco (son avant-dernière série, un épisode, 1976).
S'ajoutent trois téléfilms, diffusés respectivement en 1946, 1974 et 1976.

## Théâtre à Broadway (intégrale)
- 1938-1939 : The Girl from Wyoming, comédie musicale, musique, lyrics et livret de J. Van Ostend Van Antwerp : une cow-girl
- 1942 : La Veuve joyeuse (The Merry Widow), opérette, musique de Franz Lehár, livret original de Victor Léon et Leo Stein, adaptation d'Adrian Ross : une chanteuse
- 1942 : The New Moon, comédie musicale, musique de Sigmund Romberg, lyrics d'Oscar Hammerstein II, livret de Frank Mandel, Laurence Schwab et Oscar Hammerstein II : une chanteuse
- 1944-1945 : Laffing Room Only, revue, musique et lyrics de Burton Lane, livret d'Ole Olsen, Chic Johnson et Eugene Conrad, chorégraphie de Robert Alton, mise en scène d'Edward F. Cline : Sonya / une chanteuse (numéro Got That Good Time Feelin) / une choriste (numéro In a Radio Station) / une danseuse (numéro The Hellzapoppin Polka)

## Filmographie

### Cinéma (intégrale)
- 1950 : Catskill Honeymoon de Josef Berne : une chanteuse
- 1957 : Le Bal des cinglés (Operation Mad Ball) de Richard Quine : l'infirmière-lieutenant Schmidt
- 1958 : L'Odyssée du sous-marin Nerka (Run Silent, Run Deep) de Robert Wise : Laura Richardson
- 1958 : The Lineup de Don Siegel : Dorothy Bradshaw
- 1959 : Gidget de Paul Wendkos : Mme Dorothy Lawrence
- 1961 : Le Tombeur de ces dames (The Ladies Man) de Jerry Lewis : « Miss Society »
- 1963 : Bye Bye Birdie de George Sidney : Doris McAfee
- 1966 : The Swinger de George Sidney : Mme Olsson

### Télévision (sélection)

#### Séries télévisées
- 1958-1963 : Perry Mason, première série
  - Saison 1, épisode 31 The Case of the Fiery Fingers (1958) d'Arthur Marks : Vicky Braxton
  - Saison 2, épisode 18 The Case of the Jaded Joker (1959) de Gerd Oswald : Lisa Hiller
  - Saison 3, épisode 1 The Case of the Spurious Sister (1959) d'Arthur Marks : Grace Norwood
  - Saison 5, épisode 6 The Case of the Meddling Medium (1961) d'Arthur Marks : Helen Garden
  - Saison 6, épisode 14 The Case of the Bluffing Blast (1963) : Donella Lambert
- 1959 : Mike Hammer (Mickey Spillane's Mike Hammer), première série
  - Saison 2, épisode 37 Slab Happy : Julie Gates
- 1960-1963 : La Quatrième Dimension (The Twilight Zone)
  - Saison 1, épisode 36 Un monde à soi (A World of His Own, 1960) de Ralph Nelson : Mary
  - Saison 5, épisode 6 La Poupée vivante (Living Doll, 1963) de Richard C. Sarafian : Annabelle Streator
- 1962 : Échec et mat (Checkmate)
  - Saison 2, épisode 17 Death Beyond Recall d'Herman Hoffman : Martha Baker
- 1962 : La Grande Caravane (Wagon Train)
  - Saison 5, épisode 31 The Jud Steele Story de Ted Post : Ursula Steele
- 1962-1963 : Le Jeune Docteur Kildare (Dr. Kildare)
  - Saison 1, épisode 15 My Brother, the Doctor (1962) de Boris Sagal : Judy
  - Saison 3, épisode 12 Charlie Wade Makes Lots of Shade (1963) : Sarah Oliver
- 1963 : Suspicion (The Alfred Hitchcock Hour)
  - Saison 2, épisode 1 A Home Away from Home d'Herschel Daugherty : Ruth
- 1963 : Gunsmoke ou Police des plaines (Gunsmoke ou Marshal Dillon)
  - Saison 8, épisode 33 Quint-Cident d'Andrew V. McLaglen : Willa Devlin
  - Saison 9, épisode 4 Tobe de John English : Hanna
- 1964 : Le Virginien (The Virginian)
  - Saison 2, épisode 20 First to Thine Own Self d'Earl Bellamy : Alma Reese
- 1964 : Sur la piste du crime (The F.B.I.)
  - Saison 2, épisode 5 The Scourge de Paul Wendkos : Lyn Towner
- 1967-1970 : Le Monde merveilleux de Disney ou Disneyland (The Wonderful World of Disney)
  - Saison 14, épisodes 11 et 12 A Boy Called Nuthin’, Parts I & II (1967) de Norman Tokar : Carrie Brackney
  - Saison 17, épisodes 4 et 5 The Wacky Zoo of Morgan City, Parts I & II (1970) de Marvin J. Chomsky : Nancy Collins
- 1976 : Les Rues de San Francisco (The Streets of San Francisco)
  - Saison 5, épisode 4 La Livraison (The Drop) : Alice Horvath

#### Téléfilms
- 1974 : The Family Kovack de Ralph Senensky : Mme Linsen
- 1976 : Opération Brinks (Brinks: The Great Robbery) de Marvin J. Chomsky : Betty Houston